# Leonid Gaïdaï
Leonid Iovitch Gaïdaï (en russe : Леонид Иович Гайдай) est un réalisateur, scénariste et acteur soviétique né le 30 janvier 1923 à Svobodny en RSFS de Russie (URSS) et mort le 19 novembre 1993 à Moscou (URSS).
Il jouissait d'une immense popularité en Union soviétique et reste aujourd'hui encore très célèbre en Russie.

## Biographie

### Enfance et jeunes années
Les parents de Leonid Gaïdaï, Iov Isidorovitch Gaïdaï (Иов Исидорович Гайдай, 1886-1965) et Maria Ivanovna Lyubimova (Марии Ивановна Любимовой, 1890-1972) appartiennent tous les deux à des familles de serfs. Iov Isidorovitch, né dans l'Oblast de Poltava en Ukraine, travaille d'abord comme ouvrier agricole dans des champs de betterave ou des fermes aux alentours de Mirgorod. En 1906, suivant un mouvement populaire né de la Révolution russe de 1905, il participe à une opération d’extorsion de fonds d'un riche homme d'affaires. Arrêté, condamné à la prison puis aux travaux forcés, il est envoyé sur le chantier pour la construction du chemin de fer du fleuve Amour, en Sibérie. Libéré en avril 1913, il devient cheminot et épouse Maria Lyubimova, la sœur d'un compagnon d'exil originaire de l'Oblast de Riazan. Ils ont deux premiers enfants : Alexandre Iovitch (1919-1994), Augustine Iovna (1921) et Leonid Iovitch, né le 30 janvier 1923 à Svobodny.
Les premières années de la vie de Leonid Gaïdaï se déroulent au rythme des mutations de son père : d'abord à Tchita, en Transbaïkalie, où Iov devient ingénieur dans l'administration des chemins de fer, puis à Glazkovo, dans la banlieue d'Irkoutsk, où la famille déménage en 1931, pour s'installer définitivement dans une nouvelle maison en bois, spacieuse et dotée d'un petit jardin. C'est dans cette grande ville sibérienne que les parents offrent à leurs enfants une éducation où la culture occupe une place importante. Alexandre, l'aîné, se rêve poète et publie au cours de ses jeunes années dans un petit journal local un poème sur le lac Baïkal. Leonid est un enfant plus turbulent, indiscipliné et souvent réprimandé pour ses piètres résultats scolaires. Adolescent, il participe avec enthousiasme aux activités du komsomol et se découvre une véritable passion pour le théâtre et le cinéma, particulièrement les films de Charles Chaplin, qu'il idolâtre,.

### Carrière
Après avoir servi dans l'Armée rouge durant la Seconde Guerre mondiale, Leonid Gaïdaï entre à l'Institut cinématographique de Moscou. Son premier succès vient six ans après l'obtention de son diplôme avec sa participation au film à sketches Soverchenno seriozno (1961), qui est immédiatement devenu très populaire. Dans ce film, Gaïdaï met en scène un trio comique d'escrocs, interprété par Iouri Nikouline, Gueorgui Vitsine et Evgueni Morgounov, qui apparaîtront dans plusieurs de ses autres films.
Entre 1961 et 1975, les films réalisés par Gaïdaï sont d'énormes succès commerciaux en Union soviétique. Durant ces années, il filme de nouvelles aventures de son trio comique: Le Chien de garde et la croix inhabituelle (ru) (1961), Les Fabricants de gnôle (ru) (1961), Opération Y, 1965) et La Prisonnière du Caucase ou les Nouvelles Aventures de Chourik (1966).
Durant les années 1970, Gaïdaï tourne essentiellement avec les acteurs de son propre studio, Gueorgui Vitsine, Leonid Kouravlev, Mikhaïl Pougovkine, Saveli Kramarov, Natalia Selezniova, Natalia Kratchkovskaïa, et son épouse Nina Grebechkova.
Après 1975, la carrière de Gaidai connait une période de déclin significatif, le nombre et la popularité de ses films baissant. À sa mort, Gaïdaï laisse derrière lui de nombreux films dont neuf sont devenus des films culte ; chacun de ses films a été vu par 20 à 76 millions de spectateurs. Il est pourtant pratiquement inconnu en dehors de l'ex-URSS, sans doute du fait de la nature particulière de ses comédies très liées à la culture et au style de vie soviétiques.
Il est enterré au cimetière de Kountsevo, à Moscou.

## Un immense succès
Le film Brilliantovaïa rouka (Le Bras de diamant, 1968) a été vu à sa sortie par 76,7 millions de spectateurs dans l'Union soviétique. Au moins neuf de ses films ont totalisé chacun plus de 50 millions d'entrées en salle.

## Filmographie sélective

### Réalisateur

#### Longs métrages
- 1956 : Un long chemin (Долгий путь)
- 1958 : La Fiancée venue de l'autre monde (Жених с того света)
- 1960 : Trois fois ressuscité (ru) (Трижды воскресший)
- 1961 : Très sérieusement (Совершенно серьёзно), film à sketches coréalisé avec Eldar Riazanov, Naum Trakhtenberg, Eduard Emoïro et Vladimir Semakov
- 1965 : Les Hommes d'affaires (Деловые люди)
- 1965 : Opération Y et autres aventures de Chourik (Операция «Ы» и другие приключения Шурика)
- 1967 : La Prisonnière du Caucase ou les Nouvelles Aventures de Chourik (Кавказская пленница или Новые приключения Шурика)
- 1968 : Le Bras de diamant (Бриллиантовая рука)
- 1971 : Les Douze Chaises (Двенадцать стульев)
- 1973 : Ivan Vassilievitch change de profession (Иван Васильевич меняет профессию)
- 1975 : C'est impossible (Не может быть!)
- 1977 : Incognito de Saint-Pétersbourg (ru) (Инкогнито из Петербурга)
- 1980 : À la recherche d'allumettes (За спичками)
- 1982 : Le Loto de 1982 (Спортлото-82)
- 1985 : Danger de mort (Опасно для жизни!)
- 1989 : Un détective privé, ou Opération « Coopération » (ru) (Частный детектив, или Операция «Кооперация»)
- 1993 : À Odessa, il fait beau, mais il pleut à Little Odessa (На Дерибасовской хорошая погода, или На Брайтон-Бич опять идут дожди)

#### Courts métrages
- 1961 : Le Chien Barbos et une course insolite (ru) (en russe : Пёс Барбос и необычный кросс)
- 1961 : Les Fabricants de gnole (ru) (en russe : Самогонщики)
- 1981 : Un trésor de famille (Фамильная драгоценность)
- 1983 : Une métamorphose (Метаморфоза)
- 1983 : Atavisme (Атавизм)
- 1986 : Une découverte inattendue (Неожиданное открытие)
- 1986 : À son compte (За свой счет)
- 1986 : Il s'est adapté (Приспособился)
- 1986 : Une surprise (Сюрприз)
- 1986 : Vol à la... (Ограбление по...)
- 1987 : À côté de la plaque (Пальцем в небо)
- 1987 : Jeux d'affaires (Деловые игры)
- 1988 : Un incident sur le marché aux oiseaux (Случай на птичьем рынке)
- 1988 : Le Vengeur insaisissable (Неуловимый мститель)
- 1988 : Vivent les mariés ! (Горько!)

### Scénariste
- 1961 : Le Chien Barbos et une course insolite (ru) (Пёс Барбос и необычный кросс)
- 1961 : Les Fabricants de gnôle (ru) (Самогонщики)
- 1968 : Le Bras de diamant (Бриллиантовая рука)
- 1973 : Ivan Vassilievitch change de profession (Иван Васильевич меняет профессию)

### Acteur
- 1955 : Liana (ru) (Ляна) de Boris Barnet
- 1959 : Le Vent (ru) (Ветер) d'Alexandre Alov et Vladimir Naoumov : Naumenko
- 1971 : Les Douze Chaises (Двенадцать стульев) : un archiviste
- 1993 : À Odessa, il fait beau, mais il pleut à Little Odessa (На Дерибасовской хорошая погода, или На Брайтон-Бич опять идут дожди) : un homme au casino (non crédité)

## Distinctions

### Nominations
- 1961 : sélection officielle Palme d'or du court métrage au Festival de Cannes pour Le Chien de garde et la croix inhabituelle (Пёс Барбос и необычный кросс)

### Distinctions honorifiques
- 1969 : Artiste émérite de la RSFSR
- 1974 : Artiste du peuple de la RSFSR
- 1989 : Artiste du peuple de l'URSS